# Battle Cry (jeu de société)
Pour les articles homonymes, voir Battle Cry.
Battle Cry est un jeu de société se déroulant durant la guerre de Sécession créé par Richard Borg en 2000 et édité par Avalon Hill. Ce jeu porte le même nom que celui créé par Milton Bradley et édité en 1961.

## Principe général
Le plan de jeu est constitué de cases hexagonales sur lesquelles peuvent être placés des pions terrain (forêt, colline, rivière...).
On place dessus des unités constituées de plusieurs figurines du même type (infanterie, cavalerie, artillerie).
Le mécanisme de base consiste à jouer une carte permettant au joueur d'activer un certain nombre d'unités sur un flanc donné (gauche, centre ou droit). Il peut alors les déplacer et les faire combattre.
Les combats sont résolus en prenant un certain nombre de dés déterminé par le type d'attaquant et de terrain. Ces dés spéciaux sont constitués de faces représentant les différents types d'unité. Lorsque le symbole de la cible apparaît face visible, elle perd une figurine. Quand une cible perd sa dernière figurine, elle est détruite et l'attaquant gagne une médaille (point de victoire).
Richard Borg a repris ce mécanisme pour trois de ses autres jeux : Mémoire 44, Commands & Colors Ancients et BattleLore.